# Martino Gomiero

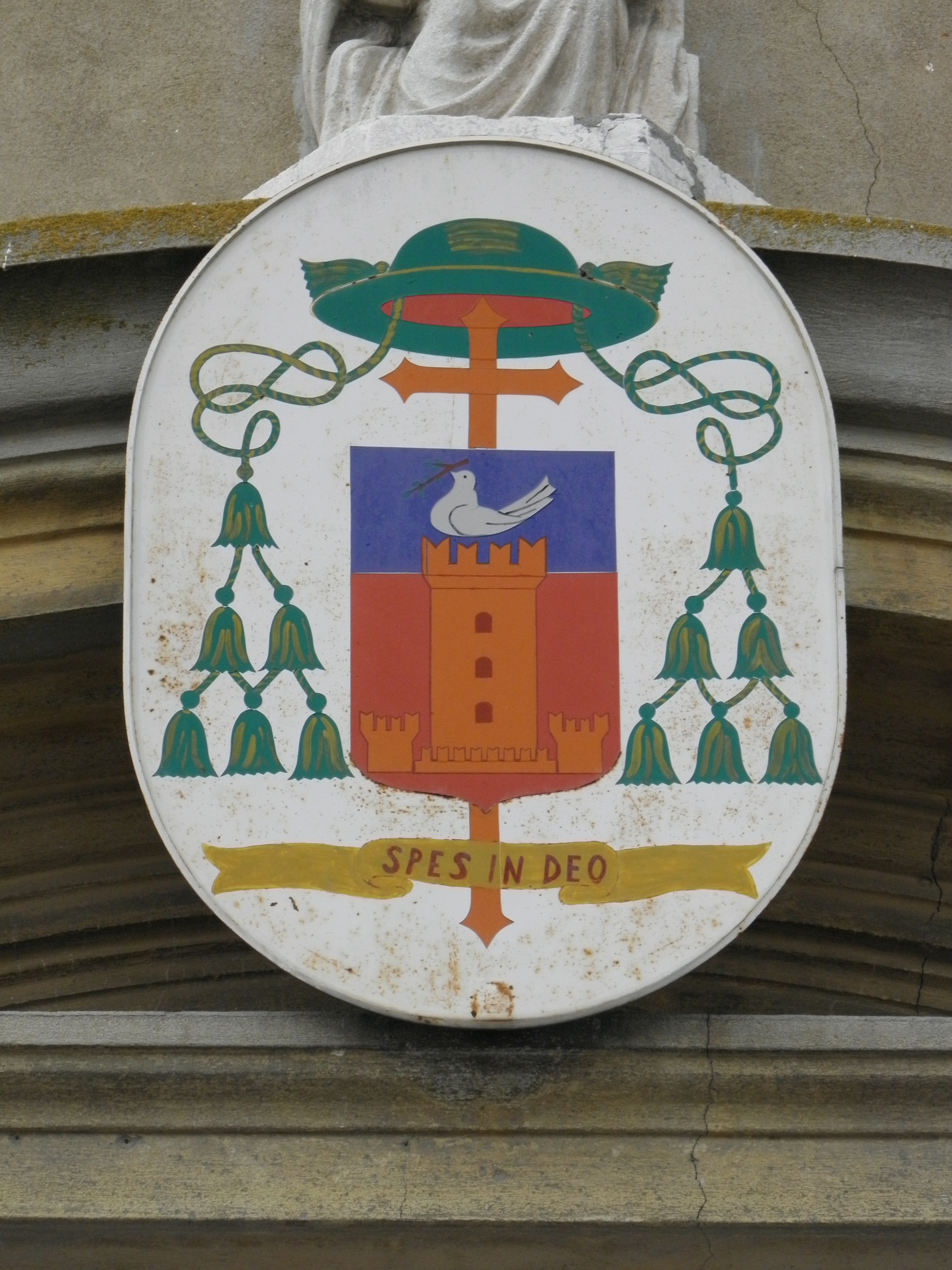
Bischofswappen von Martino Gomiero

Martino Gomiero (* 7. Dezember 1924 in Castelnuovo (Teolo), Italien; † 20. November 2009 in Sarmeola bei Padua) war ein italienischer Geistlicher und römisch-katholischer Bischof von Adria-Rovigo.

## Leben
Martino Gomiero studierte am Seminar in Padua und Venetien und empfing am 4. Juli 1948 die Priesterweihe für das Bistum Padua. Nach einem Aufbaustudium an der Päpstlichen Universität Gregoriana in Rom war er Sekretär des Bischofs von Padua, Girolamo Bartolomeo Bortignon, später Rektor des Priesterseminars und ab 1971 Erzpriester von Monselice, dem „Wallfahrtsort der Sieben Kirchen“ (Santuario delle Sette Chiese).
Papst Johannes Paul II. ernannte ihn am 5. Juni 1982 zum Bischof von Velletri-Segni. Die Bischofsweihe spendete ihm der Präfekt der Kongregation für die Bischöfe, Sebastiano Kardinal Baggio, am 11. Juli desselben Jahres; Mitkonsekratoren waren der Altbischof von Padua, Girolamo Bartolomeo Bortignon OFMCap, und Erzbischof Filippo Franceschi, Bischof von Padua. Am 7. Mai 1988 ernannte ihn Papst Johannes Paul II. zum Bischof von Adria-Rovigo. Am 11. Oktober 2000 nahm Johannes Paul II. sein altersbedingtes Ruhestandsgesuch an.